# Blinking with Fists
Blinking with Fists är en diktsamling av Billy Corgan (sångare i rockgruppen The Smashing Pumpkins), utgiven 2004 av bokförlaget Faber and Faber. Boken omfattar 57 dikter. Skrivprocessen kunde följas på Corgans blogg.